# Heartland Football Club
El Heartland Football Club és un club nigerià de futbol de la ciutat d'Owerri.

## Història
Evolució del nom:
- 1976: Spartans FC
- 1985: Iwuanyanwu Nationale FC (en agafar el control del club Emmanuel Iwuanyanwu)
- 2006: Heartland FC (el govern de l'estat d'Imo obté el control del club)[3]

## Palmarès
- Lliga nigeriana de futbol:[4]
  - 1987, 1988, 1989, 1990, 1993

- Copa nigeriana de futbol:[5]
  - 1988, 2011, 2012

- Supercopa nigeriana de futbol:
  - 2011, 2012

- Lliga de Campions de la CAF
  - Finalista el 1988

## Jugadors destacats
- Abiodun Baruwa
- Vincent Enyeama
- Emeka Ifejiagwa
- Benedict Iroha
- Uche J Ekeocha
- Finidi George
- Nwankwo Kanu
- Ajibade Kunde Babalade
- Chidi Nwanu
- Paul Obiefule
- Mobi Oparaku
- Uche Okechukwu
- Isaac Okoronkwo
- Thompson Oliha
- Mobi Oparaku
- Arinze Ewenike
- Ikechukwu Uche
- Emeka Ifejiagwa
- Henry Nwosu
- Kalu Uche
- Romanus Orjinta
- Bob Usim
- Benedict Idahor
- Yakubu Adamu
- Isaac Semitoje
- Lucky Idahor
- Friday Elaho
- Michael Obiku
- Philip Obhafuoso
- Mutiu Adegoke